# Sasamón
Sasamón é um município da Espanha na província de Burgos, comunidade autónoma de Castela e Leão, de área  km² com população de 1269 habitantes (2007) e densidade populacional de 11,89 hab/km².

## Demografia
| Variação demográfica do município entre 1991 e 2004 | Variação demográfica do município entre 1991 e 2004 | Variação demográfica do município entre 1991 e 2004 | Variação demográfica do município entre 1991 e 2004 |
| --------------------------------------------------- | --------------------------------------------------- | --------------------------------------------------- | --------------------------------------------------- |
| 1991                                                | 1996                                                | 2001                                                | 2004                                                |
| 1505                                                | 1593                                                | 1449                                                | 1346                                                |